# Yell
Yell is een eiland dat deel uitmaakt van de Shetlandeilanden en is na Mainland het grootste eiland van de eilandengroep. Het ligt ten noordoosten van Mainland en ten zuidwesten van het meest noordelijk gelegen eiland Unst. Na Mainland en Whalsay is dit het eiland van de archipel met de meeste inwoners.
Het eiland kent een grote populatie otters, grote jagers en kleine jagers.
Het belangrijkste dorp is Mid Yell. Het eiland heeft een veerverbinding met Mainland, Fetlar en Unst.

## Bezienswaardigheden
- Old Haa of Brouch in Burravoe, een museum gevestigd in een landhuis uit 1672
- Windhouse nabij Mid Yell, de ruïne van een landhuis uit 1707, bekendstaand als spookhuis
- White Wife in Otterswick, het boegbeeld van een gezonken schip